# Кукк, Эрих Готтхардович
Эрих Готтхардович Кукк (эст. Erich Kukk; 26 октября 1928, Миссо, Эстония — 17 ноября 2017) — эстонский и советский эколог, фиколог; лауреат премии Академии наук Эстонской ССР (1982). Считался ведущим специалистом Эстонии по водорослям. Муж ботаника Юлле Кукк.

## Биография
Родился 26 октября 1928 года в Миссо. В 1948 году поступил в Тартуский университет на факультет биологии и географии, который он окончил в 1953 году. Занимался исследованиями цианобактерий и зелёных водорослей, опубликовав ряд научных работ и статей на эту тематику. Собранная им информация о водорослях была включена в Красную книгу Эстонии, выпущенную в 1998 году. Также он писал статьи, посвящённые загрязнению водоёмов и сохранению водных ресурсов. За время своей научной деятельности он совершил множество путешествий по Карпатам, Северному Уралу, Центральной Азии, Алтаю и Монголии, Финляндии и Лапландии. Собирал информацию о животном и растительном мире гор, пустынь и тундры. Являлся одним из составителем Словаря по охране вод (фин. Vesiensuojelun sanakirja)
Скончался 17 ноября 2017 года.

## Некоторые научные работы
- Кукк Эрих 1965. О распространений синезелёных водорослей, вызывающих «цветение» воды. — Экология и физиология синезелёных водорослей. Москва: 4-12.
- Кукк, Эрих. Флора пресноводных сине-зеленых водорослей Эстонской ССР : автореферат … кандидата биологических наук / Э. Кукк ; Институт зоологии и ботаники Академии наук Эстонской ССР. — Тарту : Академия наук Эстонской ССР, 1961. — 21 lk. ; 22 cm.